# Vosztocsnij űrrepülőtér
A Vosztocsnij űrrepülőtér (oroszul: Космодром Восточный, magyar átírásban: koszmodrom vosztocsnij, magyarul: „keleti űrrepülőtér”) Oroszország Amuri területén, Ciolkovszkij (korábban Uglegorszk) település közelében található űrrepülőtér. Építése 2011-ben kezdődött, az építkezést 2016-ra fejezték be. Az első kísérleti rakétaindítást 2015 végére tervezték, de erre csak 2016. április 28-án került sor. Az első, személyzettel ellátott űrhajó indítását 2018-ra, míg az üzemszerű működést 2020 utánra tervezik. Az új űrrepülőtérrel Oroszország a saját területén kívül, Kazahsztánban elhelyezkedő Bajkonuri űrrepülőtértől való függését kívánja csökkenteni. Az űrrepülőtéren az új generációs orosz hordozórakéták, az Angara, a Szojuz–2 és a Rusz–M számára építenek ki indítóállásokat.
A Szovjetunió felbomlását követően a Bajkonuri űrrepülőtér kiváltását kezdetben az Amuri területen lévő, Bajkonurhoz közeli szélességi körön lévő egykori rakétabázisból kialakított Szvobodnij űrrepülőtérrel tervezték. Szvobodnijból 1997-ben végezték az első indítást. Az űrrepülőtér alacsony kihasználtsága miatt azonban 2005-ben döntés született Szvobodnij bezárásáról, ahonnan 2006 áprilisában hajtották végre az ötödik, utolsó rakétaindítást. Röviddel ez után döntés született egy teljesen új űrrepülőtér felépítéséről Szvobodnij közelében. Első fázisként a Szojuz–2 rakéták indításához építettek 2016-ig két indítóállást, majd 2018-ra készülne el az Angara rakéták indítóállása.
Az űrrepülőteret kiszolgáló adminisztratív és szociális létesítményeket Ciolkovszkij zárt településen építik fel, ahol a lakosság a tervek szerint kb. 30 ezer fő lesz.
A projekt megítélése ellentmondásos. Az új űrrepülőtér kiváltja a jövőben a Bajkonuri űrrepülőteret, amelynek használatáért Oroszország 115 millió dollárt fizet évente Kazahsztánnak. Emellett a felépítendő intézmények, infrastruktúra és a megjelenő új munkaerő jótékony hatással lesz a távol-keleti régió gazdaságára.
A terv kritikusai szerint az orosz kozmikus ipar gyártóbázisai főként az ország európai részén helyezkednek el, a hatalmas szállítási távolságok jelentősen megnövelik a költségeket, akár vasúton, akár repülőgépen történik a rakéta elemeinek a szállítása. (Ez Bajkonur esetében 1500–2500 km-t jelent, míg Vosztocsnij esetében a szállítási távolság meghaladja az 5500 km-t.) Ugyancsak aggasztónak találják, hogy a sűrű erdős övezetben található űrrepülőtér környezetében a visszahulló rakétafokozatok erdőtüzeket okozhatnak, ami eddig is komoly probléma a térségben. A katonai vezetés részéről is mérsékelt az érdeklődés Vosztocsnij iránt, az Angara hordozórakéták katonai célú indításához a hadsereg Pleszeckben épített fel új indítóállást.
Az űrrepülőtér építése során több milliárd rubeles sikkasztás is történt.
2022. július 1-jéig 12 rakétaindítás történt Vosztocsnijból, ebből 10 volt sikeres.

## Kapcsolódó szócikk
- Ciolkovszkij (település)